# دونالد ليندن
دونالد ليندن هو منافس ألعاب قوى كندي، ولد في 3 مارس 1877 في سلاو في المملكة المتحدة، وتوفي في 13 مارس 1965 في تورونتو في كندا.

## وصلات خارجية
- دونالد ليندن على موقع أوليمبيديا (الإنجليزية)